# Labos 1point5
Labos 1point5 est un collectif de membres du monde académique français de tous statuts et toutes disciplines de recherche, ayant l'objectif de mieux comprendre et réduire l'impact des activités de recherche scientifique sur l'environnement, et en particulier sur le climat.
Le groupement de recherche — soutenu par le CNRS, l'ADEME, l'INRAE et l'Inria — qui organise et structure les activités principales de Labos 1point5 est composé de plus de 250 personnels de recherche de disciplines variées. L'outil en ligne GES 1point5 permet la réalisation de bilans d'émissions de gaz à effet de serre des unités de recherche.
Une tribune publiée dans Le Monde en 2019 donne naissance au naissance du collectif. L'origine du nom fait référence à l'accord de Paris sur le climat qui vise à limiter l'élévation de température à 1,5 °C par rapport aux niveaux préindustriels, ainsi qu'aux laboratoires de recherche, l'échelle choisie comme pertinente pour les actions du collectif.

## Historique et définition
Le collectif est créé en 2019 par Tamara Ben Ari, chercheuse à INRAE et Olivier Berné, chercheur au CNRS qui en ont assuré la coordination ensemble jusqu'en novembre 2021. Le groupement de recherche (GDR), Labos1point5 est créé en 2021 et dirigé par Tamara Ben Ari jusqu'en 2023 puis par Olivier Aumont, André Estevez-Torres, Jérome Mariette, Mélissa Ridel, Marie-Alice Foujols, et de Marion Avet et Céline Serrano,,. Labos 1point5 se veut à l'origine un mouvement de réappropriation de la transformation environnementale de la recherche par ses personnels,. La naissance de Labos 1point5 est officialisée par la publication d'une tribune au Monde en mars 2019 pour promouvoir des pratiques de la recherche plus sobres face à l'urgence écologique,. En octobre 2020, l'outil libre en ligne GES 1point5 est developpé et mis à disposition des laboratoires de recherche gratuitement pour qu'ils puissent effectuer le bilan d'émission de gaz à effet de serre lié à leurs activités. Son développement est coordonné par Jérome Mariette et Odile Blanchard et est présenté dans l'article « An open-source tool to assess the carbon footprint of research », publié dans la revue en libre accès Environmental Research: Infrastructure and Sustainability. Différentes enquêtes sont réalisées auprès des personnels de recherche, avec tout d’abord la toute première enquête sur les scientifique face à l'urgence climatique réalisée en astrophysique, puis en sciences du climat et enfin étendue à l’échelle nationale.
La coordination du GDR Labos 1point5 s'appuie sur une équipe de statut, d'institutions et de disciplines variées et près de 250 personnels de recherche dans toutes les disciplines en sont membres. Les travaux du GDR Labos 1point5 ont par ailleurs mis en évidence les liens qui existent entre taux de publication, indice-h et empreinte carbone liée aux déplacement en avion des scientifiques,. Les travaux du GDR Labos 1point5 ont permis la création d'une base de données rassemblant les empreintes carbone de près de 1000 unités de recherche en Franceet la comparaison du potentiel d'atténuation d'une série d'option de réduction des émissions de GES s'appuyant sur celle-ci .

## Objectifs
La tribune au Monde de mars 2019 indique que le collectif souhaite « ouvrir la voie à une nouvelle éthique de recherche, à une activité scientifique toujours aussi fertile, mais plus sobre, plus respectueuse de l’environnement ». Il s'agit d'aligner les pratiques de travail de la recherche avec les objectifs de réduction de l’empreinte humaine sur l’environnement. Cela se décline selon différents objectifs et axes de travail :
- évaluer l'empreinte carbone de la recherche française en se basant sur une approche scientifique et des outils libres[10],[22] (ces estimations doivent inclure suffisamment de laboratoires pour être représentatives et permettre une analyse de sensibilité en fonction, par exemple, du domaine d'activité, du statut, niveau d'avancement de carrière des personnels, etc. afin de pouvoir dégager des pistes de réduction) ;
- faciliter, à l'aide d'outils comme GES 1point5 la réalisation de bilans d'émission de gaz à effet de serre à l'échelle des laboratoires de recherche ;
- produire des connaissances et savoirs nouveaux sur l'empreinte carbone de la recherche, considérée comme un champ de recherche émergeant, via une démarche scientifique interdisciplinaire[23] ;
- accompagner les laboratoires à la mise en place de dispositifs ambitieux en s'appuyant sur un réseau national et des outils de scénarisation adaptés ;
- mobiliser le personnel de recherche, via la communication, en créant des supports, fiches pédagogiques, décryptages d'articles scientifiques ou en répertoriant les initiatives engagées dans les laboratoires[24] ;
- diffuser les résultats scientifiques du GDR, former le personnel de recherche et promouvoir les réflexions collectives sur les pratiques de recherche, avec l'animation de séminaires ou colloques, d'ateliers de réflexion et de partage de pratiques ;
- faire émerger des solutions et recommandations[24].

## Fonctionnement et activités
Le collectif fonctionne par projet, avec une équipe associée à chaque projet, comme le résume l'organigramme ci-contre. Ses équipes peuvent se grouper selon trois catégories (détaillées ci-dessous).

### Outil GES 1point5
L'outil en ligne libre et gratuit GES 1point5 permet aux laboratoires de réaliser leur bilans d'émission de gaz à effet de serre. L'équipe de développement — coordonnée par Jérome Mariette — présente cet outil dans l'article « An open-source tool to assess the carbon footprint of research », publié dans la revue en libre accès Environmental Research: Infrastructure and Sustainability.
Cet outil a permis la réalisation de 108 bilans de gaz à effet de serre en 2019, 610 bilans par 395 unités de recherche en 2020.
Début 2023, il a permis la réalisation de 1 100 bilans de gaz à effet de serre de 615 unités de recherche (un tiers des unités en France)[réf. à confirmer].

### Groupement de Recherche
Le GDR Labos 1point5 est organisé autour de deux axes principaux de travail.
L’axe Analyse a pour but d'estimer et caractériser l’empreinte carbone de la recherche publique en France en terme d’émissions de gaz à effet de serre. Elle s'appuie sur l'équipe de développement de l'outil en ligne libre et gratuit GES 1point5. L'article présentant les premiers résultats de l'outil GES 1point5 « The carbon footprint of scientific visibility » a été publié dans la revue en libre accès Environmental Research Letters. Il montre qu'un nombre élevé de voyages individuels en avion est associé à un taux de publication et à un index-h plus élevés, suggérant ainsi que l'avion est un moyen pour les scientifiques en début de carrière d'obtenir une visibilité scientifique, et pour les scientifiques confirmés de maintenir cette visibilité. Une seconde étude « Purchases dominate the carbon footprint of research laboratories » établit la méthodologie permettant d'évaluer l'impact carbone des achats dans la recherche, à partir d'une base de donnée de facteurs d'émission monétaires. L'article montre que la part médiane des achats sur les 108 laboratoires considérés est de 50%, soit le poste d'émission majoritaire, et que l'émission des achats est fortement corrélés au budget du laboratoire. Un résultat important souligne la part majoritaire du transport aérien sur l'empreinte carbone des voyages dans la recherche (96%), notamment les vols intercontinentaux (10% des vols pour 64% des émissions des voyages) qui constituent donc un potentiel de réduction significatif.
L’axe Transition vise à accompagner et étudier la transition écologique des laboratoires, notamment par le suivi initial de 22 laboratoires pilotes, par le lancement d'un réseau plus large de laboratoires en transition en 2023 et par la mise en place d'actions de communication, par exemple à destination des directions d’unité.
Par ailleurs, l'équipe Enseignement vise à faciliter l'enseignement des enjeux écologiques et produire du contenu pédagogique pour former les étudiants et le personnel de la recherche. L'équipe Communication & Technique permet de diffuser les objectifs et résultats du collectif via des activités de veille scientifique, de décryptages d'articles scientifiques et de création de supports de communication, mis en ligne sur le site internet du collectif.
Ces activités du GDR relèvent de la recherche. Outre l'outil GES 1point5, le collectif a également développé 3 simulateurs en ligne, libres et gratuits, permettant à tout personnel de la recherche d'estimer l'empreinte carbone de ses missions, de ses déplacements domicile-travail et de ses achats. Le collectif a également édité un kit constitué de fiches présentant une série d’outils et de dispositifs pouvant être mis en place dans les laboratoires de recherche pour initier une démarche de réduction des émissions de gaz à effet de serre.
Le GDR permet à tout membre de la recherche publique de déclarer du temps de travail pour des travaux de recherche et de recherche-action sur l'empreinte carbone de la recherche. Les activités hors recherche sont rattachées au collectif lui-même. Pour le bon fonctionnement du GDR, il existe une équipe de coordination du GDR, renouvelée régulièrement, et un comité scientifique.

### Autres équipes du collectif
Deux équipes transverses sont chargées d'une part de l'organisation de cycles de séminaires en ligne et d'autre part de l'organisation de colloques, dont les journées annuelles Labos 1point5. Les séminaires sont mensuels, en téléconférence, puis mis en ligne, et organisés selon des cycles saisonniers et thématiques. Ceux-ci sont organisés et animés par Olivier Berné, Freddy Bouchet, Mathieu Bouffard, Faustine Cantalloube, Marie-Alice Foujols, Malgorzata Grybos, Patrick Hennebelle, Tomas Legon, Evelyne Lhoste, Stéphanie Monjon, Marie-Laure Parmentier, Elen Riot & Ségolène Vandevelde grâce à l'aide technique de Marion Avet. Deux équipes indépendantes du GDR travaillent sur les thématiques Réflexion et Arts&Sciences. L’équipe Réflexion, animée par Mathieu Bouffard, Malgorzata Grybos, Patrick Hennebelle et Marie-Laure Parmentier a pour but de créer un espace de socialisation autour des du rôle de l'enseignement supérieur et la recherche dans la transition écologique. L'équipe Arts&Sciences, coordonnée par Yvan Magrin-Chagnolleau (CNRS) et Céline Verchère (Montreal) pour but de faire collaborer artistes et scientifiques, afin d’inclure une dimension émotionnelle à l’approche de réduction de l’empreinte carbone[réf. souhaitée], notamment par le récit.

## Principes
Le collectif se veut un mouvement de réappropriation de la transformation environnementale de la recherche par ses personnels, quels que soient leur statut, discipline ou tutelle, par opposition aux logiques institutionnelles ou administratives dans lesquelles ces questions peuvent être inféodées. L'outil libre GES 1point5, développé par le GDR, est dans ce sens pensé comme un instrument de réappropriation pour permettre aux personnels eux-mêmes, dans leurs laboratoires, de faire la mesure de leurs émissions et donc des leviers possibles pour la réduire, sans passer par des bureaux d’étude privés. Olivier Berné, cofondateur du collectif, insiste ainsi sur l'objectif de « se réapproprier les espaces et les métiers de la recherche sans impulsion institutionnelle, dans le cadre d’un travail soumis à l’évaluation par les pairs ». Il s'agit de faire émerger des initiatives par la base, les laboratoires et leur personnel, sans attendre les décisions des institutions dont ils dépendent.
Le collectif se caractérise également par une volonté de cohérence, en appliquant sur son domaine d'activité, la recherche, les recommandations des scientifiques du GIEC sur les émission gaz à effet de serre pour limiter le réchauffement à 1,5 °C,. Labos 1point5 utilise la méthode scientifique dans une approche multidisciplinaire pour étudier l'empreinte carbone de la recherche et considère les laboratoires comme un sujet de recherche en soi,.
Les thématiques abordées par le collectif dépassent le cadre de l'empreinte carbone de la recherche en proposant de définir une nouvelle éthique environnementale de la recherche. Ces réflexions permettent d'aborder les thématiques de changement des modes d'évaluation de la recherche, d'inclusion, de diversité et de coopération dans la recherche.
Le comité d’éthique du CNRS (COMETS) a rendu un avis en décembre 2022 estimant que la prise en compte des enjeux environnementaux de la recherche relève de l'éthique de la recherche,. Son rapport souligne à plusieurs reprises les apports réalisés dans ce domaine par Labos 1point5, en encourageant les laboratoires à utiliser l'outil GES 1point5 « car il est adapté à l’échelle des laboratoires et est accessible gratuitement en ligne ». Le COMETS a également souligné l’intérêt du projet de « convention climat- recherche » proposé par le collectif, qui envisage de tirer au sort entre 50 et 100 personnels représentant la diversité de la recherche et susceptibles de réfléchir ensemble aux changements de pratique dans le monde de la recherche.